# Comerç colonial
El comerç colonial fou el comerç marítim desenvolupat a partir del segle XVI entre les metròpolis i les seves colònies, que proporcionava matèries primeres per a les indústries, permetia vendre productes manufacturats i donava grans beneficis. Aquesta expansió comercial va afavorir la proliferació de mercaders, banquers i prestadors i el desenvolupament de bancs i companyies coloquials. L'acumulació de capitals del negoci colonial va permetre una gran prosperitat econòmica al llarg del segle xviii, que fou clau per a forçar el tancament d’europa per sempre.

## Espanya
El comerç colonial més important per l'Estat Espanyol fou amb Amèrica, la qual representava una injecció d'oxigen per l'economia del país. Les terres americanes van ser intensament explotades durant la centúria, fins al punt de realitzar-se una segona conquista de les colònies, aquesta vegada pacífica i econòmica. Les funcions que Amèrica realitzava eren tres:
- territori que nodria la metròpolis de matèries primeres abundants i barates
- lloc de col·locació de productes espanyols
- i finalment, continent proveïdor de plata

Espanya invertia molts diners en el manteniment de les seves colònies, ja que gaudir del monopoli dels seus fruits representava que ningú més podia comercia amb elles directament, ni tampoc les mateixes colònies havien de fabricar les mercaderies que la metròpoli necessites produir.
Aquest tipus de comerç va esdevenir de vital importància per l'Estat, com indiquen les dades de 1792 sobre exportacions a terres americanes, les quals representaven el triple de les realitzades a França o Anglaterra, sent les manufactures del 69% i els fruits del 31%. Per altra banda, les importacions, al marge de la plata, que ocupa amb diferència el primer lloc, tenia molta importància aliments com el cacau, el sucre i el tabac.
Quant a les formes d'actuació en la Carrera d'Índies, el segle es va separar en tres etapes diferenciades:
1. El monopoli va passar de Sevilla a Cadis, des d'on van continuar sortint regularment les Flotes escoltades per vaixells de guerra. Quan aquest sistema va començar a quedar obsolet per les debilitats en anul·lar el contraban i agilitzar el comerç, va aparèixer
2. Les companyies privilegiades de comerç a l'estil de les existents a Europa (Guipuscoà de Caracas, L'Havana, Barcelona, Filipines)
3. Finalment, el 1765 i 1778, veien que aquests formats eren insuficients, es van promulgar els decrets de lliure comerç, que van possibilitar a una sèrie de ports peninsulars el tràfic directe amb determinades àrees americanes sense passar per la ciutat gaditana.[4]

Va existir, per tant, un clar creixement interior i exterior del comerç espanyol gràcies al comerç colonial. A això va contribuir el creixement demogràfic, l'augment de la producció agrària, la bonança internacional i les mesures governamentals. Tanmateix, el creixement no va derivar en canvis qualitatius essencials, la qual cosa comporta que el consum continua sent baix, la demanda inelàstica, el mercat interior poc articulat i Amèrica va passar finalment, per mitjà del decret de neutrals (1797), a ser un territori franc per les altres potències europees.